# Hylophilus viridiflavus
Hylophilus viridiflavus är en fågelart i familjen vireor inom ordningen tättingar. Den betraktas oftast som en underart av buskvireo (Hylophilus flavipes), men urskiljs sedan 2016 som egen art av Birdlife International, IUCN och Handbook of Birds of the World. Den placeras av IUCN i hotkategorin livskraftig.
Fågeln förekommer i Centralamerika och delas in i två underarter med följande utbredning:
- H. v. viridiflavus – sydvästra Costa Rica och Panama (kusten mot Karibien runt Panamakanalen samt Stillahavskusten österut till nedre Bayanofloden)
- H. v. xuthus – ön Coiba utanför sydvästra Panama